# Słodycze (singel Golec uOrkiestra)
„Słodycze” – singel zespołu Golec uOrkiestra z albumu Golec uOrkiestra 2 wydany w 2000 roku.
Utwór ten zajmował w 2000 roku 13. miejsce na Liście Przebojów Programu Trzeciego oraz był nominowany do nagród Fryderyki 2000 w kategorii Teledysk Roku. Utwór znajduje się również w ścieżce dźwiękowej Pieniądze to nie wszystko oraz na płycie The Best of Golec uOrkiestra

## Twórcy
- Autor: Olga Golec, Rafał Golec
- Kompozytor: Łukasz Golec, Paweł Golec, Rafał Golec